# 제123차 국제 올림픽 위원회 총회
제123차 국제 올림픽 위원회 총회는 2011년 7월 6일부터 7월 9일까지 남아프리카 공화국 더반에서 열린 총회이다. 2018년 동계 올림픽 개최지로 대한민국의 평창군으로 발표되었다.

## 2018년 동계 올림픽 개최지 투표
2011년 7월 6일(현지시각 기준), IOC에서 2018년 동계 올림픽 개최지를 투표했다. 1차 투표 후에 평창이 개최지로 발표되었다. 평창은 세 번만에 개최에 성공했다.
평창이 1차투표 때 받은 표수는 IOC 역사상 1차 투표 최다 득표수이기도 하다.

## 같이 보기
- 국제 올림픽 위원회 총회
- 제125차 국제 올림픽 위원회 총회